# Géoportail
Géoportail is een Frans internetportaal voor het opzoeken van een locatie in Frankrijk met behulp van luchtfoto's, vergelijkbaar met Google Earth. In tegenstelling tot Google Earth is heel Frankrijk te bekijken in een hoge resolutie. Details met een minimale omvang van 50 centimeter zijn te onderscheiden; dit doordat er van luchtfoto's in plaats van satellietfoto's gebruik wordt gemaakt. Plekken met bijvoorbeeld kerncentrales of militaire bases zijn echter wit gelaten. Ook de Franse overzeese gebieden als Nieuw-Caledonië en Frans-Guyana zijn te bekijken. 
Deze website is in gebruik genomen op 23 juni 2006 door het Institut géographique national en het Bureau de recherches géologiques et minières. Door een meer dan vijf maal grotere belangstelling dan verwacht moest de toegang aanvankelijk beperkt worden. 
Strikt genomen komt de naam van deze GIS-toepassing niet overeen met de GIS-term Geo-portaal, aangezien die in zich mee draagt dat de geo-informatie via services (niet: data) van meerdere organisaties dient te combineren.